# Arangiz
Arangiz är en ort i Spanien.   Den ligger i provinsen Araba / Álava och regionen Baskien, i den norra delen av landet, 290 km norr om huvudstaden Madrid. Arangiz ligger 510 meter över havet och antalet invånare är 105.
Terrängen runt Arangiz är platt österut, men västerut är den kuperad. Runt Arangiz är det tätbefolkat, med 683 invånare per kvadratkilometer. Närmaste större samhälle är Vitoria, 4,8 km sydost om Arangiz. Trakten runt Arangiz består till största delen av jordbruksmark.